# Frederik Johnstrup

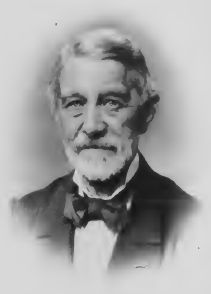
Frederik Johnstrup

Johannes Frederik Johnstrup (* 12. März 1818 in Christianshavn; † 31. Dezember 1894 in Kopenhagen) war ein dänischer Geologe.

## Leben
Johnstrup studierte ab 1837 Naturwissenschaften am Polytechnikum in Kopenhagen mit dem Abschluss 1844. Danach war er Assistent von Johann Georg Forchhammer am Mineralogischen Museum. 1846 wurde er Professor für Mineralogie, Geologie und Physik an der Sorø Akademi und 1848 Adjunkt und 1850 Oberlehrer am Gymnasium in Kolding. 1851 kam er als Oberlehrer nach Sorø zurück (die Akademie hatte 1849 aufgehört zu bestehen, die Schule bestand aber weiter), wo er auch deren Sammlung physikalischer Instrumente ordnete. 1866 wurde er Professor für Mineralogie und Geologie an der Universität Kopenhagen als Nachfolger von Forchhammer und am Polytechnikum. An der Universität unterstand ihm auch das Mineralogische Museum, das er erweiterte und dessen Umzug er 1893 besorgte. Er war 1888 Gründer und erster Direktor der dänischen geologischen Landesaufnahme.
Anfangs befasste er sich vor allem mit Chemie, unter anderem in Untersuchungen zum Trinkwasser und Grundwasser. Er befasste sich mit den dänischen Kreideformationen (Faxekalk, Grünsande u. a.), quartären Hebungen bei Møns Klint und deren Zusammenhang mit den Kreideformationen auf Rügen, der Geologie von Bornholm, Kryolith-Vorkommen in Grönland, Vulkanismus auf Island und Kohle auf den Färöern.  Johnstrup war 1871 und 1876 zu Feldstudien in Island, 1872 auf den Färöern und 1874 in Grönland. Er war wie sein schwedischer Kollege Otto Martin Torell ein Anhänger der Theorie eiszeitlicher Vergletscherung Skandinaviens (worin er in Dänemark ein Pionier war) und untermauerte dies durch Hinweise auf Gletscherbewegungen in Dänemark. Er war wie der Zoologe Japetus Steenstrup kein Anhänger der Darwinschen Evolutionstheorie.
Anfang der 1870er Jahre stellte er einen Plan für eine koordinierte Langzeitforschung in Grönland auf, der zu mehreren vom Folketing finanzierten Expeditionen nach Westgrönland führte. Um dem Forschungsprogramm eine institutionelle Grundlage zu geben, beantragte er 1877 die Einrichtung der Kommission für Wissenschaftliche Untersuchungen in Grönland (Kommissionen for Videnskabelige undersøgelser i Grønland, KVUG), was am 11. Januar 1878 vom dänischen Innenministerium umgesetzt wurde. 1879 gründete Johnstrup die Publikationsreihe der Kommission Meddelelser om Grønland.
1881/82 war er Rektor der Universität Kopenhagen, und 1894 erhielt er von ihr einen Ehrendoktor. 1864 wurde er Mitglied der Königlich Dänischen Akademie der Wissenschaften und 1881 der Leopoldina.
1892 wurde er Kommandeur des Dannebrogordens. Der 1860 Meter hohe Berg Johnstrup Bjerg im östlichen Suess Land im Nordost-Grönland-Nationalpark ist nach ihm benannt.
Frederik Johnstrup war seit 1850 mit Marie Luise Dahl verheiratet.